# スーパージャンボクイズ'80
『スーパージャンボクイズ'80』（スーパージャンボクイズはちじゅう）は、1980年5月13日にフジテレビ系列の単発特別番組枠『火曜ワイドスペシャル』で放送されたフジテレビ製作の視聴者参加型クイズ番組である。

## 概要
一般参加者800人がそれぞれ4人1組で200組のチームを組んで参加したクイズ特番。
番組前半の「予選ラウンド」は箱根を舞台に行われ、参加者たちは知力、体力、記憶力を駆使、様々なクイズを出題して不正解者たちを振るい落とした。予選第1ラウンドを勝ち抜いた16組で行われた予選第2ラウンドでは16問の難問を出題。番組後半の「決勝ラウンド」はフジテレビのスタジオで行われ、予選を勝ち抜いたチーム4組に映像クイズを出題した。

## 出演者

### 司会者
- 桂三枝（後の6代目桂文枝）
- 酒井ゆきえ - 箱根レポーターや決勝レポーターも兼任。

### 箱根レポーター
- 小野ヤスシ
- 青空球児
- 三笑亭夢之助 - 決勝レポーターも兼任。
- 清水クーコ

### 決勝レポーター
- 月亭八方
- 団しん也

### アシスタント
- 小林恵美

### ナレーター
- 広川太一郎

## ルール
参加者は、4名で構成された一般参加者チームが計200組（800名）。各チームともにチーム名を付けて参加し、メンバーの中から「キャプテン」を1人だけ決めておく。

### 予選第1ラウンド
「箱根ピクニックガーデン」を使ってのクイズ。
オープニング「ザブトン取り」
椅子取りゲームを模したゲーム。キャプテン計200名が参加。座布団200枚が円状に並べられ、キャプテンはその周りに立つ。音楽（たかしまあきひこ作曲「ヒゲのテーマ」）に合わせてキャプテンは座布団の周りを歩き、音楽が止まったらどれか1つの座布団の上に立つ。全員が立ったら座布団の裏を調べ、1個だけ「×」が書かれていた座布団に立ったキャプテンのいるチームは即失格。失格チームは罰ゲームとして、使用された全部の座布団を回収する。
第1チェックポイント「三者択一クイズ」
オープニングのゲームを勝ち抜いた199組は、移動式三者択一クイズに挑戦。正解したチームは勝ち抜けとなり、誤答したチームは失格となった。100組前後勝ち抜いたところで終了。
第2チェックポイント「県の木クイズ」
各組ともに「静岡県の県の木は？ ①ミカン ②モクセイ ③茶の木」（正解は②）のクイズに答える。正解したチームは近回りコースを、誤答したチームは遠回りコースを走る。
第3チェックポイント「○×時間差クイズ」
移動式の「○×クイズ」だが、クイズ会場入り口の踏切は3分ごとに閉まってしまう。閉まった状態ではクイズに参加できない。

### 予選第2ラウンド
「箱根樹木園」を使ってのクイズ。
オープニング「スタートゲーム」
挑戦チームはくじ引きを行い、ルームランナーに当たらなかったチームは即スタート、当たったチームは1人ずつ交代で、ルームランナーの上で計1000メートル分足踏みをしてからスタートとなる（つまり1000メートルのハンディキャップが与えられる）。
第4チェックポイント「2股方角クイズ」
チェックポイントに出された2択クイズから好きなものを選び、正解が右か左かを選んで走る。正解すれば勝ち抜けとなる。実は全問題ともに正解は「左」であった。
敗者復活戦
敗者が集まったところで、各チームは1人ずつ清水クーコレポーターとじゃんけんをする。3勝すれば敗者復活となる（2敗すればその場で失格）。
第5チェックポイント「湖上カルタクイズ」
芦ノ湖にて出題されたクイズ。チームは2人ずつに分かれ、そのうち2人は湖畔にあるオールと旗を持ってボートに乗り（泳げない人はライフジャケットを装着）、残りの2名は誘導役となる。問題は数字で、出題されたら正解だと思う数字絵札にボートを走らせ、札に旗を突き刺す。正解すれば勝ち抜け、誤答（お手付き）は失格。
第6チェックポイント「博士クイズ」
各チームには全て同じ内容の、3問のペーパークイズが出題されるが、クイズは強烈な難問。そのため会場にある百科事典で調べてから答える。
第7チェックポイント「ゲタ知恵の輪」
ゴール近くに来たところで、木の根に着けられているロープから、くくり付けられている下駄を取り外す。早く取り外してゴールインした4チームが予選ラウンド勝ち抜け、決勝進出。

### 決勝ラウンド
決勝ラウンドでは、予選を勝ち抜いたチーム4組がフジテレビのスタジオで出される10問のクイズに答えた。
このラウンドで出されたのは映像クイズで、その内容は「リレークイズ」や「択一クイズ」など様々。正解したチームは2点を獲得。正解できなかったチームは目の前に山積みされているびっくり箱から1つ選び、蓋を開く。何も起こらなかったら1点追加、中から何か出たらそれまでの得点がリセットされるというルールで行われた。
最終的に最高得点を獲得できたチームが勝者となり、グリーニングツアー（阪急交通社）の グアム旅行が贈られた。また2位のチームには、平和堂貿易から スイス製腕時計「ウォルサム」、株式会社守屋から「ルイフェロー製財布とブックカバー」が贈られた。

## 番組テーマ曲
- オープニング「トランプス・ディスコのテーマ」（『なるほど!ザ・ワールド』のテーマ曲）
- エンディング「ロッド・マーチン・パレード」（『ものまね王座決定戦』の当時のテーマ曲）

## スタッフ

### 箱根パート
- 構成：萩原津年武、松井尚、ジャパン・クリエイト、石戸康雄、中村泰介
- 問題作成：テレビット
- 中継技術：八峯テレビ
- 技術：高木邦明
- カメラ：稗田勓
- 音声：松田修一
- VTR：畑本文雄
- 映像：山本和義
- ロケカメラ：共同テレビジョン、近藤政比児

### スタジオパート
- 構成：玉井冽
- 問題作成：スタッフ東京
- 技術：高橋友男
- カメラ：伊藤滋雄
- 音声：松本勝
- 映像：西野健二
- 照明：山際邦康
- 美術プロデューサー：堀切清
- デザイン：馬場文衛
- 制作進行：松沢由之
- 大道具：金井大道具
- 電飾：興進電化
- タイトル：藤沢良昭
- 音響効果：佐藤昭（4-Legs）
- VTR編集：正木俊行（東洋現像所ビデオセンター）
- 協力：箱根ピクニックガーデン、箱根樹木園、日本農林ヘリコプター
- プロデューサー：王東順
- ディレクター：重富敬親、木村忠寛、笠井一二、古川武久、関根弘之、山縣慎司、小林豊
- 制作協力：フジ制作
- 制作著作：フジテレビ

## 備考
この特番は、当初は1980年4月8日に放送されたプロ野球中継「ヤクルト×巨人」（明治神宮野球場。19:00 - 21:24）の雨傘番組として編成されていた。当日の試合は予定通り行われたことから、放送は同年5月13日にまで延期した上で行われた。